# Bagholder
En jerga financiera, el anglicismo bagholder se utiliza para expresar que un accionista que ha quedado con acciones sin valor. En efecto, un accionista (shareholder) generalmente compra acciones cerca del pico de su valor, cuando otros promocionan el activo y el precio es alto. Un bagholder es la persona que mantiene la acción durante todo el proceso, a pesar de las fuertes caídas de precio, perdiendo en consecuencia una gran cantidad de dinero. 
También puede referirse al tenedor de otros activos e instrumentos financieros que pierden su valor, como la deuda subordinada o bonos junior de una empresa en quiebra o las monedas virtuales de una empresa de criptomoneda fallida. La palabra procede de la combinación de holder (titular o accionista) con la expresión «left holding the bag».

## Ejemplos
Los accionistas podrían quedar atrapados en una empresa en quiebra o que cae víctima de un escándalo de contabilidad creativa, como fue el caso de Enron y WorldCom, o pueden ser víctimas de un esquema Pump and dump, en el que los inversores son víctimas de spam por correo electrónico, foros manipulados de consejos sobre acciones u otros trucos utilizados por los revendedores de acciones para hacer subir las acciones de empresas sin valor, como ocurrió en el escándalo de acciones a penique.
Si se compra una propiedad sin valor con la idea de venderla a un precio más alto, se dice que la persona crédula que está atrapada en la propiedad es un bagholder.

## Etimología
La expresión «left holding the bag» (literal, «quedarse sosteniendo la bolsa», que en español se puede traducir como dejar a alguien «cargando con el muerto», «con el marrón» o «con el mochuelo») se originó en el siglo XVIII en Gran Bretaña y se extendió por todo el mundo de habla inglesa. En este contexto, una persona que queda sosteniendo la bolsa se queda con los bienes robados, asumiendo la culpa ante la policía mientras la banda criminal escapa.
La frase también se usa en asociación con el recado de los tontos conocido como la caza de francotiradores, una broma pesada en la que un recién llegado desprevenido es conducido al exterior y dejado «sosteniendo la bolsa» en la que atrapar una criatura que no existe. Como rito de iniciación o haze, a menudo se asocia con campamentos de verano y grupos como los Boy Scouts.